# Абхазско-турецкие отношения
Дипломатические отношения между частично признанной Республикой Абхазия и Турецкой Республикой официально не установлены. Турция не признала независимость Абхазии и считает её территорию де-юре частью Грузии. Однако, по сообщениям некоторых источников правительства двух стран имеют неофициальные контакты.

## Современное состояние
22 сентября 1996 года Турция объявила, что граждане Абхазии больше не смогут посещать Турцию по паспортам граждан СССР. Вместо этого им рекомендовано обзавестись паспортами Грузии.
В июле 2009 года министр иностранных дел Абхазии Сергей Шамба заявил, что правительство Абхазии имеет неофициальные контакты с правительством Турецкой республики. Переговоры велись о возобновлении воздушного и морского сообщения между двумя государствами.
Из-за не желания портить отношения с Грузией, своим стратегическим и важным торговым партнёром на Кавказе, Турция поддерживает торговое эмбарго в отношении Абхазии.
Несколько кораблей Турецкой республики, направлявшихся в республику Абхазия были остановлены военно-морскими силами Грузии в международных водах в связи с морской блокадой Абхазии Грузией.